# 投げ銭

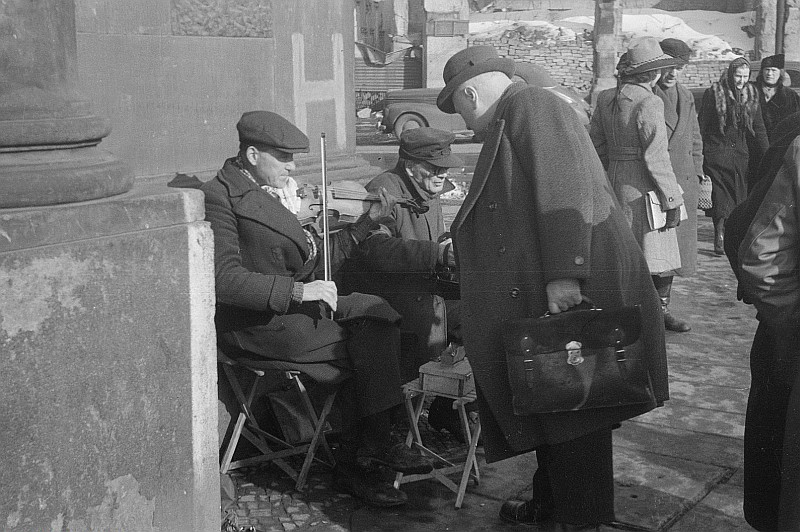
路上でヴァイオリンとアコーディオンを奏でる2人の大道芸人と、投銭をする通行人（中央向かって右）。ドイツのライプツィヒにて1948年撮影。

投銭（なげせん、とうせん、なげぜに）とは、第一義には、貨幣（主に硬貨すなわち銭）を投げること。第二義には、金銭を与えること。第三義には、投銭（なげぜに、なげせん）のこと、すなわち、大道芸人や乞食に対して見物人や通行人が投げ与える銭のこと。
また、2010年代後半以降にはインターネット用語として、動画共有サービスなどコンテンツのネット配信者に対する送金・寄付を意味する「投げ銭（なげせん）」「ネット投銭（ネットなげせん）」も派生した。

## 願掛の投銭

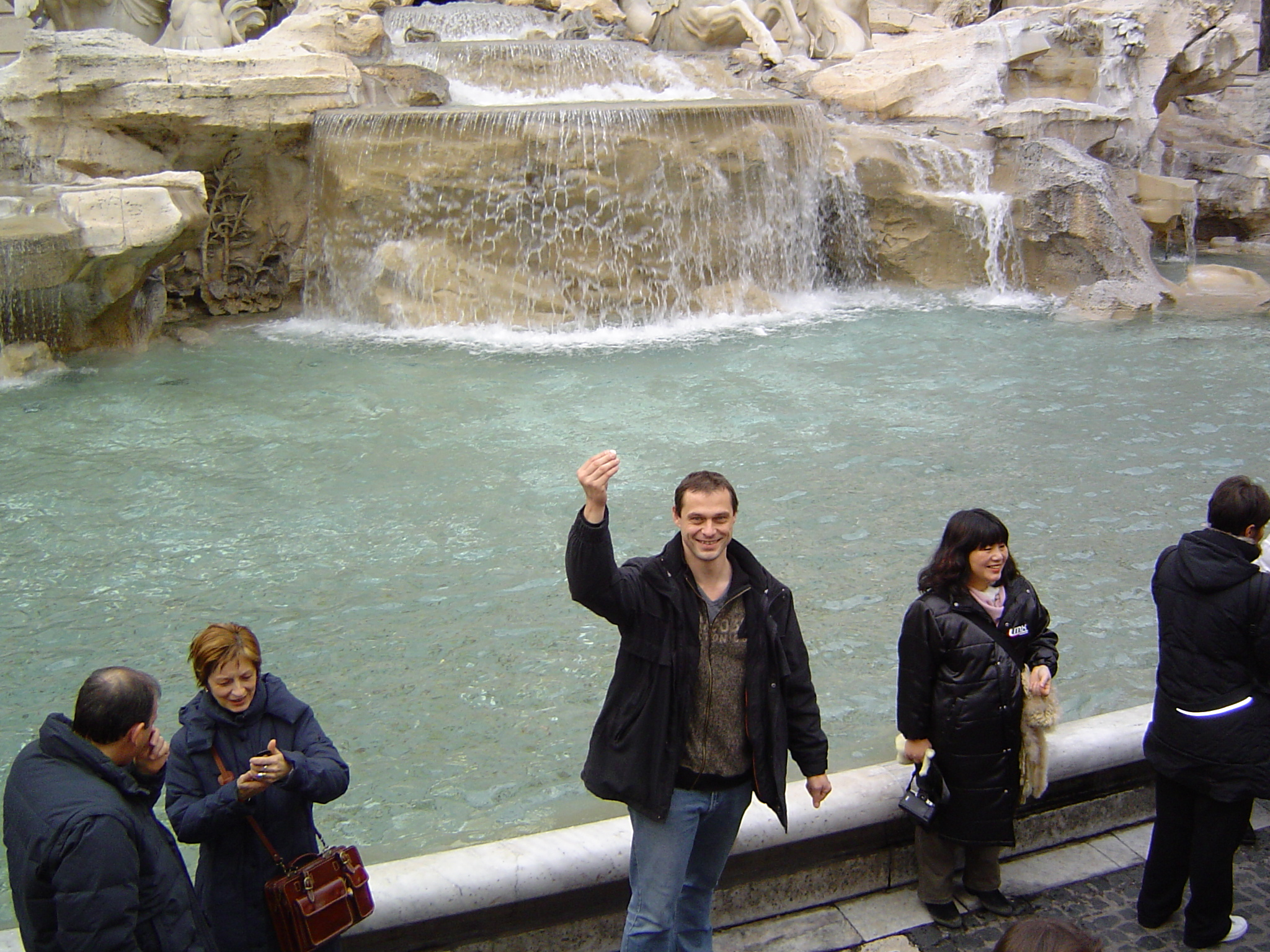
トレヴィの泉にコインを投げ入れようとしている男性

願掛/願掛け（がんかけ）の意味で投銭（なげせん、とうせん、なげぜに）を行う習慣は、古今東西に見ることができる。

### トレヴィの泉
古来、後ろ向きでコインを投げ入れると願いが叶うと言い伝えられてきたのは、イタリアの首都ローマにあるトレヴィの泉である。

### 願いの泉
南米コロンビアの首都ボゴタ郊外の「モンセラーテの丘」には、「願いの泉」と呼ばれる井戸がある。後ろ向きでコインを投げ、井戸の真上の鉄の輪に入ると願いが叶うという。

### 中国人の投銭
中国人あるいは中華圏の人の間では、幸運などを願掛して小銭を池などに投げ入れる習慣がある。
日本では、2010年代前期半ば頃から、官民一体となってインバウンド消費を推し進めた成果として中国人観光客がどっと押し寄せたが、素晴らしい観光地であるがための願掛の投銭が、忍野八海などの禁止される地域でまで多発してしまい、社会問題になったりもした。注意されようとも自分がどうしてもやりたいことは構わずやってしまいがちな中国人の気質と、母国では日常的にやっているだけにそもそもなぜ悪いのかが今一つ納得できていないこともあってか、注意看板を立てても、ビラを配って周知徹底しようとしても、大した改善は見られなかった。
中国人のこの習慣が大事に発展してしまった例もある。中国人にとっては、搭乗する飛行機でさえも投銭の対象となることもあり、2017年6月27日、上海浦東国際空港で中国南方航空の飛行機に搭乗する予定であった80代の女性は、安全祈願として1元硬貨9枚を飛行機のジェットエンジンの空気取入口に向けて投げ、1枚が入ってしまった。そのため、フライトは5時間以上遅れる事態になった。この女性が厳しいお咎めを受けたという報道は無い。しかし、大きな代償を払うことになった人もいる。2019年、人生初の空の旅をしようとしていた20代の男性は、不用意にも搭乗予定のエアバスA320neoのジェットエンジンの空気取入口に向けて数枚の1元硬貨を投げてしまった。空港職は離陸前の点検でエンジン付近に落ちていた硬貨に気付き、その便（雲南祥鵬航空の格安便）のフライトはただちに取り止めとなった。男性は公共の秩序を乱した罪で10日間の拘留に処せられた。乗客のキャンセル費用や点検に回すことになった機体に係る諸費用などは、男性が全額を損害賠償することとなり、その額は日本円にして約186万円であった。硬貨のような硬い物がエンジンの内部に入り込んでしまうことは設計上想定されておらず、入り込んでしまった場合、エンジンの損傷は避けられず、最悪の場合は大破する。飛行機に向けて投銭をしてはならない。

## 投げ与える銭

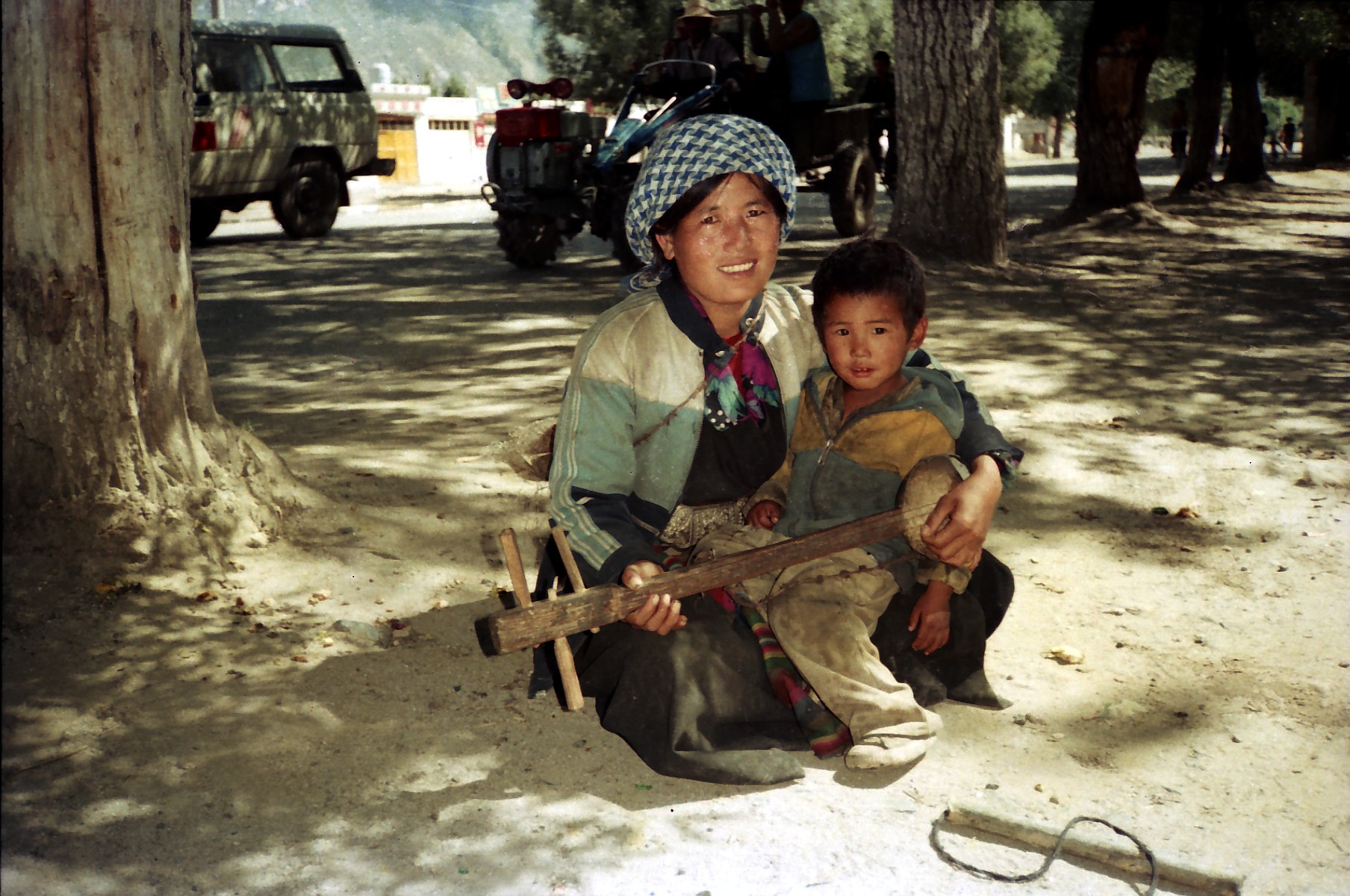
生業としての路上パフォーマンス（1993年、チベットはラサにて撮影）

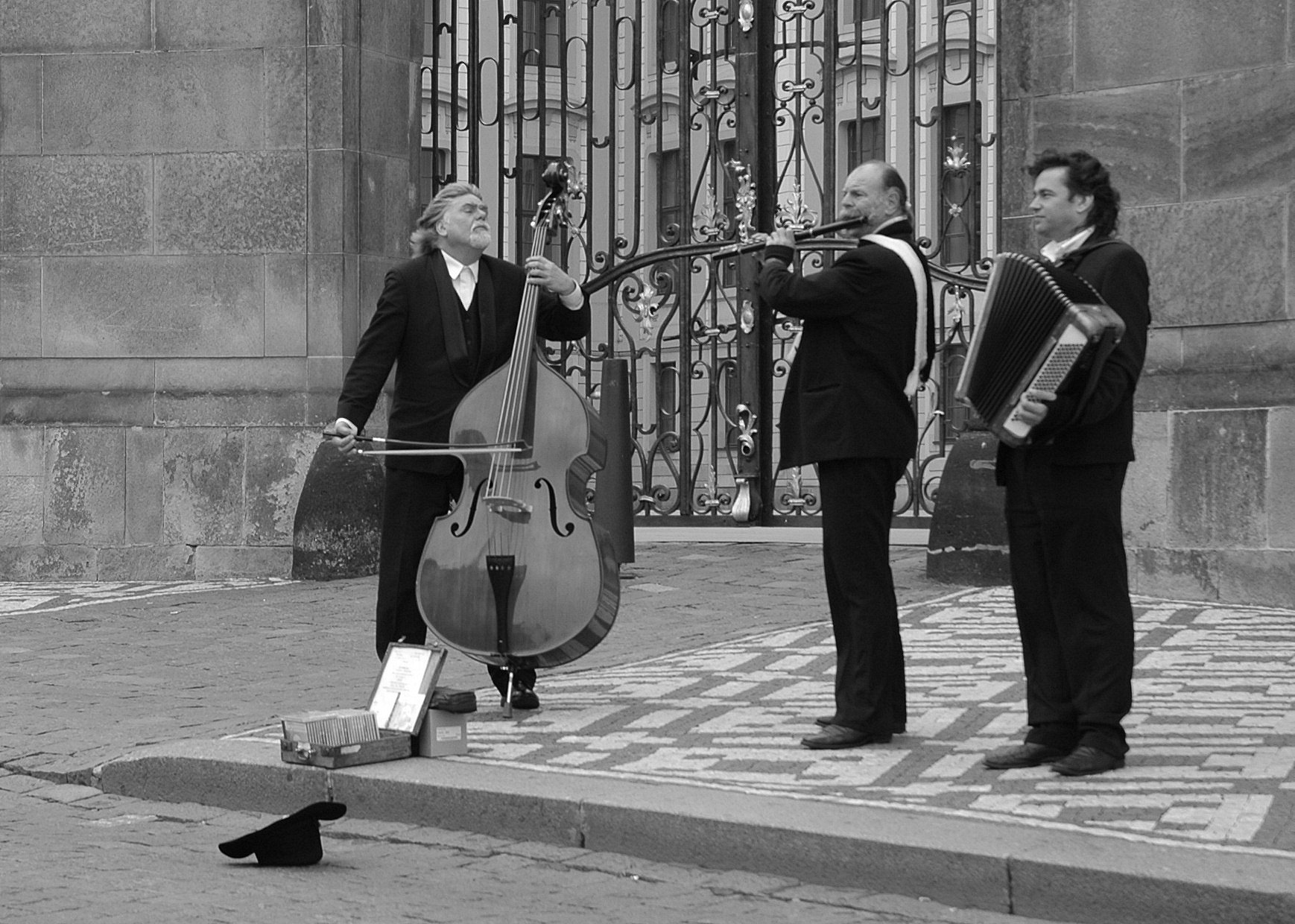
自己表現としての路上パフォーマンス（プラハ城外で演奏を披露する大道芸人トリオ。2005年撮影）

### 特定の相手に対して
古くから行われてきた行為としては、乞食に憐れみをもって投げ与える金銭を指す、これを「投銭（なげぜに、なげせん）」という。また、その行為をも指す。日本語では、古来、与えられる側の呼び方で「お恵み（おめぐみ）」があった。他者からの恵みの一つの形である。
他方、乞食への「お恵み」と意味において地続きでありながらもポジティブな意味合いをもっているものが多い形に、大道芸人やストリートミュージシャンのように路上などでパフォーマンスをする人への称賛を兼ねた投銭もある。1878年発表の児童文学『家なき子』（エクトール・アンリ・マロ著）で描かれているような、貧民が生活手段として身に着けた大道芸で旅芸人として報酬を得る例は、芸を持たない乞食がひたすらに他者の慈悲を求めるのとは違って、パフォーマンスの対価を受け取っているわけであるが、始めた動機はと言えば、今日の明日のパンが買えないという、止むに止まれない、いわば"乞食寄り"のものである（右の画像の1点目も同様）。しかしながら、同じ路上パフォーマンスといっても、それを主業としていない人の自己表現としての路上パフォーマンスもあり、例えば、格式高い劇場のドレスコードにも引っ掛からない立派な礼服を纏った演奏家の路上ライブに対しても、ひっくり返して路上に置いた帽子などといった投銭の容器を表現者側が用意することで路上パフォーマンスの形を執る限りは、投銭が行われる（右の画像の2点目が該当）。
なお、路上パフォーマンスに対する投銭は、古来日本の演芸の世界で行われ続けている「金銭を紙に包んで渡す行為、および、その金銭」を意味する「御捻り/お捻り（おひねり）」と強く結び付いているように思われがちであるが、「御捻り」のほうは神仏に対する供物に起源があり、背負っている歴史が違う。洗った米や金銭という貴重品を白い紙に包んで捻った物を指していたのが、祝儀にも使うようになったものである。

### 式典における散餅銭の儀
日本の上棟式や神事に際して集まった人々へ餅をまく行事である散餅銭の儀の時に小銭もまくことがある。また、日本での葬儀の際に花籠やざるから銭や餅を入れ落としながら葬列する風習もある。小銭を投擲するかたちにはなるが不特定多数にに対して行われるため「撒く」の字が当てられる。

## ネット投銭
インターネットの分野で「投銭（なげせん、異綴〈以下同様〉：投げ銭）」「ネット投銭（ネットなげせん）」などと呼ばれるものは、ウェブ上の無料コンテンツを閲覧した利用者がその制作者や配信者に対して金銭などを寄付できるサービス・機能の総称である。また、そういった寄付行為をもそのように呼ぶ。
寄付する金額は利用者が決める。少額から行えるものが多い。直接的な金銭提供から、運営サービスのコンテンツ利用のポイントで提供する事例がある。報酬型は直接集計からの提供と、原資からの提供が主流。
日本においては、2020年（令和2年）8月6日、ドワンゴが第三者の用語利用の悪意ある制限を排除する目的で特許庁に商標登録を行った（登録番号：6271896, 区分：9,38,41,42.）。
なお、ネット投げ銭による収益は、各配信サイトの広告パートナープログラムによる収益と対象を区別することもあり、権利者の収益許可範囲においてネット投げ銭での収益は除外する場合もある。
NHKの番組『クローズアップ現代+』によると、新型コロナウイルスの流行により、直接的な交流ができなくなったことから、投げ銭をコミュニケーションツールとして用いる者もいるとされている。同番組に出演したITジャーナリストの高橋暁子は、投げ銭がここまでブームとなった背景に「推し文化」があるとし、投げ銭はAKB48のビジネスモデルをオンラインにしたものであると指摘している。また、高橋は投げ銭をすることで特典が得られるなど、視聴者の承認欲求をくすぐる仕掛けがあることに加え、番組内では頻繁に投げ銭が行われているため、自分も投げ銭をしなければならない気持ちになる（エコーチェンバー現象）ことも指摘している。また臨床心理士の森山沙耶も、『朝日新聞』の取材に対して同様の回答を寄せており、視聴者はライバーが自分のものになった所有感を持ちやすいのではないかと指摘している。
以上のこともあり、未成年者が親のクレジットカードで高額の投げ銭をしてしまったり、入院が必要になってしまったケースもある。また投げ銭をすると景品が当たると称する詐欺事件も報じられている。
朝日新聞によると、プラットフォーム側の規約では交際目的での利用は禁じられているにもかかわらず、ライバーのプロフィールに投げ銭の特典として実際に会えると謳う記述も目立っているとされている。
Ch-OMUSUBI（おむすびチャンネル）は、日本への留学希望者や2022年ロシアのウクライナ侵攻に伴う難民が作成・配信するネット動画に対して会員からの投げ銭を仲介しており、単なる寄付と違って配信という「労働」への対価という形にしたり、閲覧者からの指名による投げ銭がない配信者も会費から収入が得られるようにしたりしている。

## その他の投銭
小銭を投擲するという意味では同じではあっても、上述したものとは全く異なる「投げ銭」や「ぜになげ」もある。

### 銭形平次

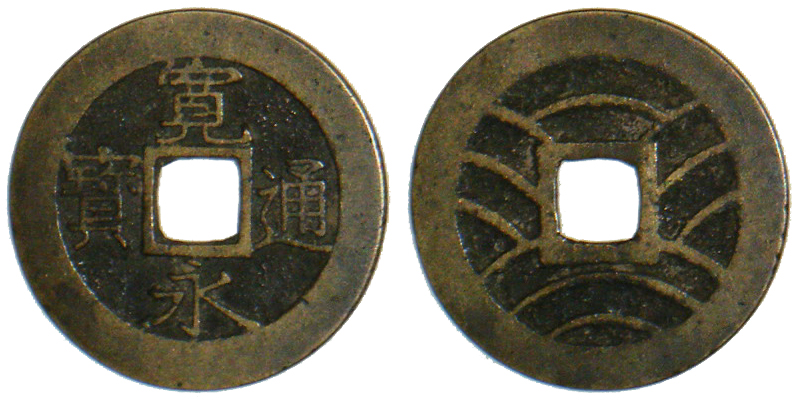
寛永通寳真鍮當四文銭（十一波）

日本では、野村胡堂による1931年（昭和6年）初出の小説でテレビ時代劇の定番にもなった『銭形平次捕物控』で、主人公である江戸の目明かし（岡っ引）平次（通称：銭形平次）が繰り出す必殺技としての「投げ銭」が有名であった。これは、逃げようとしたり歯向かってきたり人質を殺そうとしたりする敵の動きを見定めた平次が、十手を逆手で格好よく構えつつ、当時の庶民であれば誰でも紐を通して持ち歩いていたであろう四文銭（寛永通寳真鍮當四文銭）の1枚を素早く取り出し（この場合に使う分を10枚程、留め結び付きの紐に通してある）、相手の頭や手元などに投げ付け、機先を制するというものである（重さ1.3匁、約4.9グラムなので、石礫並みの威力がある）。テレビ時代劇の主題歌「銭形平次」（作詞：関沢新一、唄：舟木一夫）でも「今日も決めての 今日も決めての 銭がとぶ」と歌っている。なお、二代目大川橋蔵が平次を演じたシリーズでは、投げ銭の使い手が敵（浪人）としても登場し、平次を追い詰める。
野村胡堂の随筆集『胡堂百話』（1959年〈昭和34年〉刊）の「銭形平次誕生（2）」には、「普通の一文銭なら軽すぎる(1匁、3.75g)が、徳川の中期から出た四文銭。裏面に波の模様のあるいわゆる波銭ならば、目方といい、手ごたえといい、素人の私が投げてみても、これならば相手の戦闘力を一時的に完封できそうである」との記述がある。なお、作中では描かれないが、岡っ引というのは大変に薄給で、事後の回収が叶わない場合も多いであろう投げ銭は、相当に痛い出費に繋がったことが推定できる。「わずか4文ばかり」の出費と言うのは収支を無視した見方であって、後述するファイナルファンタジーシリーズにも通じる話であるが、身を切るような痛さと引き換えにした大技というのが、経済面から見た場合の実態である。

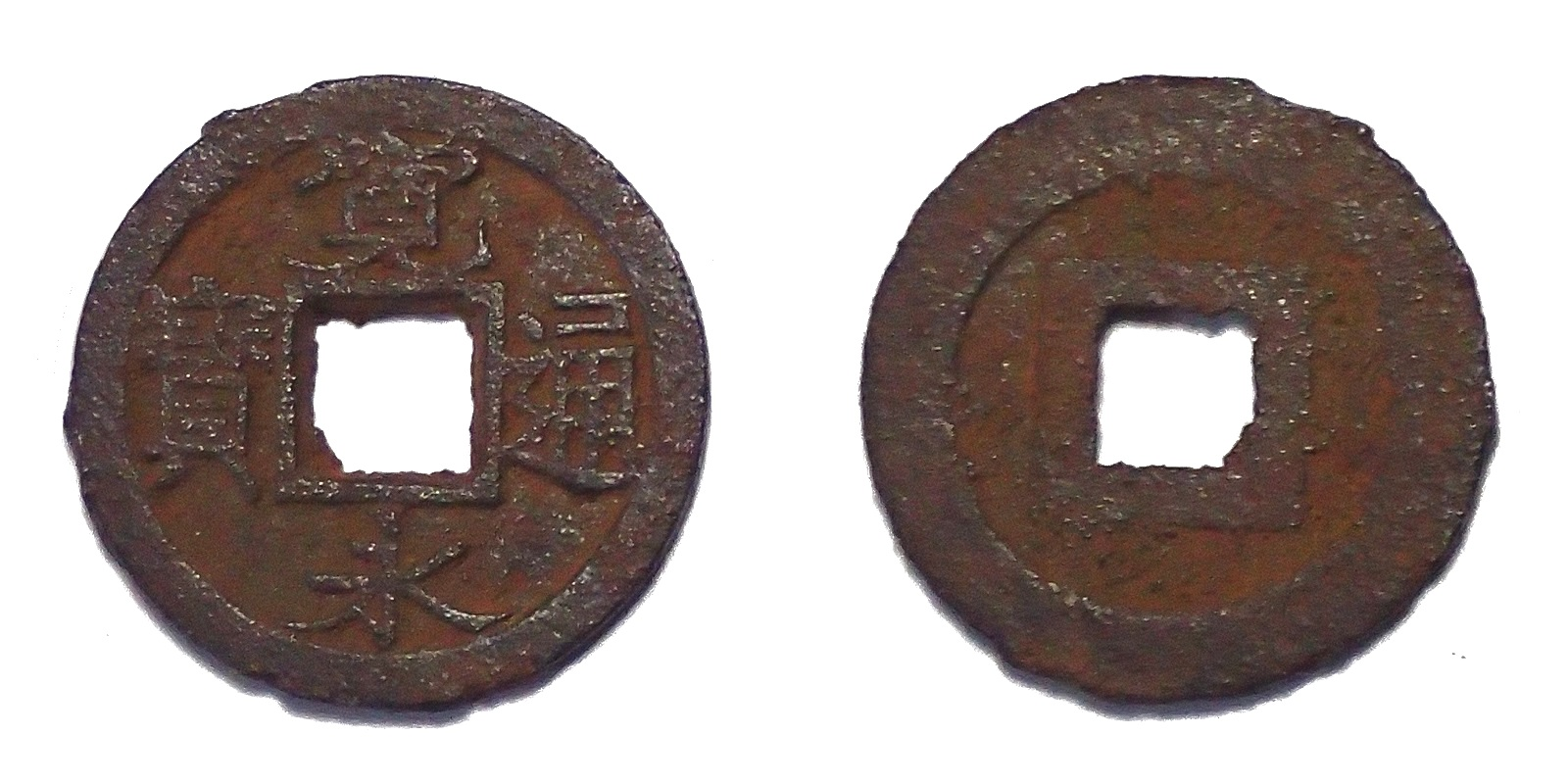
寛永通寳鉄一文銭（鍋銭）

なお、野村の原作本にて第1話に相当する『銭形平次捕物控　金色の処女』では、平次が日頃袂に入れており、折を見て銭占いに用いた銭は永楽通宝(永楽銭)で、難しい捕物の際の投げ銭に用いたのは腹巻に隠し持っていた「一寸重い鍋銭」であったと記述されている。『金色の処女』は徳川家光暗殺計画を巡る捕物劇であるが、一般的に「鍋銭」の俗称を持つ銭は徳川吉宗治世期の元文4年発行開始の寛永通宝鉄一文銭であり、実際には材質の鉄と銅の比重差から、永楽銭(約1匁、約3.7g)よりも鍋銭(0.8匁、3g)の方が軽かった。

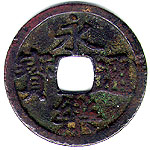
永楽通寳（永楽銭）

第2話『振袖源太』以降は鍋銭を使用する設定は無くなり、第15話『怪伝白い鼠』では捕物の際の投げ銭に永楽銭を用いている事が明記されている。第19話『永楽銭の謎』では、平次に殺人の濡れ衣を着せる目的で、下手人である鳥刺しの名人が「平次が投げ銭に用いた銭と同じ銭」を現場に遺していく記述があるが、この時に用いられたのは「肉の厚い永楽銭」であった。現存する永楽通宝も重量は3gから4gとばらつきがあり、この時期の平次は永楽通宝でも摩滅の少ない比較的重たい銭を投げ銭用に撰銭していたとみられる。平次の活躍の時期は原作初期は「寛永から明暦、万治年間」と語られており、第9話『人肌地蔵』では寛永通宝が既に流通していたとも記述されている事から、この時期の江戸で永楽銭を投げ銭に用いたのは平次だけであったと、市井で広く認知されていた事も伺える。
『銭形平次捕物控』は第30話以降は文化文政期に舞台が移ったとされており、以降は上記の通り寛永通宝四文銭を投げ銭に使う設定が定着していった。原作本で平次が明確に四文銭を投げ銭に使用した事が確認できるのは第65話『結納の行方』の捕物の際であるが、四文銭自体は第43話『和蘭カルタ』の時点で、八五郎が平次に手持ちの金額を明かす「小粒が一つ、四文銭が三枚」の台詞が初出であり、青銭の俗称まで含めれば第9話『人肌地蔵』の時点で既に記述が見られた。
第46話『双生児の呪』では平次は「永楽銭や文銭では埒があかぬ」として、小判も投げ銭に用いている。小判は原作初期の時代に流通した慶長小判でも17.8g、中期以降の時代設定で流通した元文小判でも約13gと、四文銭の3倍から4倍近い重さがあった。

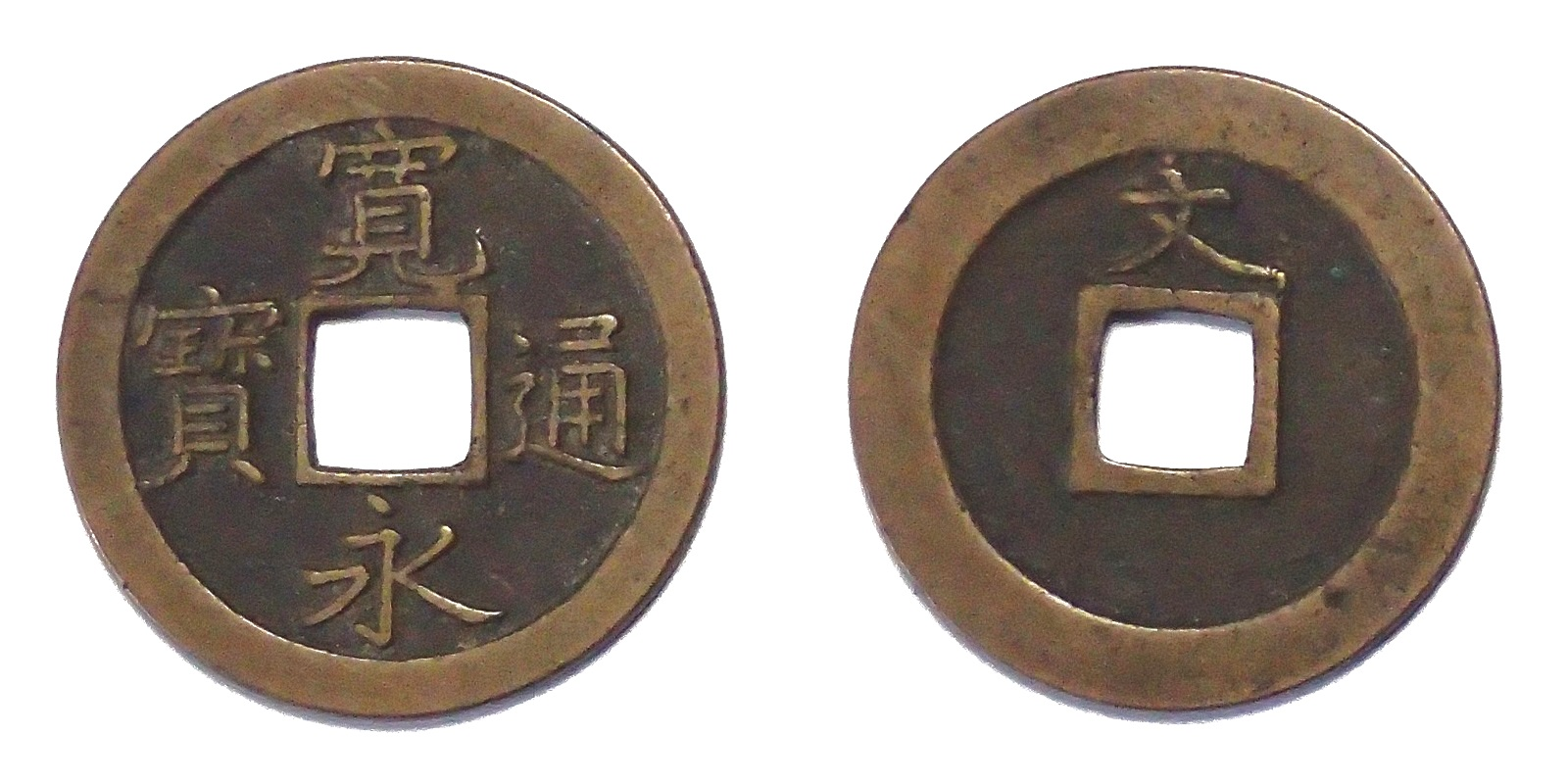
寛永通寳新寛永一文銭（方広寺文銭）

一方、文銭堂本舗からののれん分けにより発祥した橘昌文銭堂では、平次を演じた二代目大川橋蔵からの談話を元に、「平次が投げ銭に用いたのは縁起物の方広寺文銭(新寛永一文銭）であった」としている。寛文年間に方広寺大仏(京の大仏)を鋳潰して新鋳されたとされる方広寺文銭は原作本では第38話『一枚の文銭』に登場しており、投げ銭としてよりも執筆時期により設定が流離した銭形平次の舞台年月が極めて具体的に記述された珍しい事例として知られている。

### ファイナルファンタジー
「ぜになげ（銭投げ）」は、1992年（平成4年）に発売されたロールプレイングゲーム『ファイナルファンタジーV』に登場する攻撃系の獲得技能（アビリティ）の一つ。当シリーズの劇中における貨幣単位かつ金銭である大切な「ギル」をプレイヤーキャラクターが大量に失う"経済的な痛さ"と引き換えに敵に相応の痛撃を加えられる大技という位置付けになっている。
このアイディアはユニークな戦闘方法としてファンにも受けが良く、常にではないものの、以降のファイナルファンタジーシリーズにも登場することとなった。外伝的作品である2009年（平成21年）発売の『光の4戦士 -ファイナルファンタジー外伝-』では、同じコンセプトの技が、商人が獲得できる最上級の大技「カネしだい」という形で登場している。欧米版での技名は「金が物を言う」という意味をもつ"Money Talks"であった。具体的には、敵1体にその時の「所持金の100分の1」と同じ数値のダメージを与え、使用後に1,000ギルを消費するというものである。